# Каудер, Рихард
Рихард Каудер (псевдоним в германской разведке «Клатт», род. 1900, Берлин — 1960, Зальцбург) — агент германской военной разведки, руководитель «Бюро Клатта» (dienststelle Klatt) в Софии.

## Биография
Уроженец Берлина. Еврей, но принял католическое вероисповедание. До 1932 г. проживал в Берлине, а затем переехал в Австрию вместе со своей любовницей Гердой Филитц (знакомы с 1928 года).
Служил управляющим имения барона Тавонат (до 1938 г.). В 1938 году, после присоединения Австрии к Германии, как еврей, боясь репрессий, уехал в Будапешт, где занимался приобретением виз и снабжением ими за деньги евреев-эмигрантов.
В конце 1939 году в Будапеште был арестован по обвинению в даче взяток чиновникам, у которых он получал визы для евреев-иностранцев. Под стражей содержался 3-4 месяца и был освобождён в феврале 1940 года за недоказанностью состава преступления.
Занимался торговлей. Примерно в 1941 году поступил на службу в германскую разведку. По решению Канариса организовал при Абвере в Софии разведорган под названием «Бюро Клатта». Бюро сообщало разведывательную информацию о советском («донесения Макса») и средиземноморском фронте («донесения Морица»), предоставив суммарно несколько тысяч сообщений за 1941 и 1942 годы. По данным немецкого историка Винфрида Майера, лишь около 10 процентов сообщений Бюро о событиях на Средиземном море соответствовали действительности, а остальные сообщения были вымышленными. Согласно анализу НКВД расположенный вблизи Софии германский военно-воздушный атташат в основном пересылал в Вену и Будапешт сообщения о Красной Армии, не соответствующие действительности. Непосредственным фальсификатором сообщений был сотрудник «бюро Клатта» белогвардейский офицер корнет Л. Ф. Ира (ум. 1987).
В 1944 году был арестован СД по подозрению в сотрудничестве с английской разведкой, но был освобождён. После войны арестован американской разведкой.
Ряд советских источников называл Каудера агентом советской разведки. По данным Винфрида Майера, подобная версия появилась после того как в одном из переизданий своих мемуаров Судоплатов назвал А. Демьянова (советского двойного агента и участника операций «Монастырь» и «Березино») «Максом», являвшимся основным источником бюро Клатта о советских войсках. Майер отмечает, что не обнаружил связи между Демьяновым и «Максом».